# Cold (zespół muzyczny)
Cold – amerykański zespół muzyczny grający muzykę z gatunku post grunge. Początkowo grupa nosiła nazwę Grundig.

## Historia
Zespół został założony w 1996 roku przez wokalistę Scootera Warda, Sama McCandlessa, Jeremyego Marshalla oraz Matta Loughran. Grupa początkowo bez większych sukcesów tworzyła w Jacksonville by po jakimś czasie przenieść się do Atlanty i tam spróbować rozsławić zespół. W tym samym czasie grupę opuszcza Matt Loughran, a na jego miejsce na krótki czas wchodzi Sean Lay, by zaraz opuścić zespół. Członkowie szybko znajdują nowego gitarzystę i wszyscy razem wracają na Florydę. Podczas jednego z występów grupę zauważył Fred Durst lider zespołu Limp Bizkit, zaprosił Cold do nagrania dwóch akustycznych utworów, "Check please" i "Ugly". Dema zostały wysłane do producenta Rossa Robinsona. Ross był pod wrażeniem zespołu i tak w 1998 roku został nagrany debiutancki album "Cold".

## Muzycy
| Obecny skład zespołu - Scooter Ward – wokal prowadzący, instrumenty klawiszowe, gitara (1996–2006, od 2009) - Sam McCandless – perkusja (1996–2006, od 2009) - Terry Balsamo – gitara (1999–2004, 2009, od 2016) - Zac Gilbert – gitara (2005–2006, od 2009) - Drew Molleur – gitara, wokal wspierający (od 2010) - Lindsay Manfredi – gitara basowa (od 2014) |  | Byli członkowie zespołu - Jeremy Marshall – gitara basowa, wokal wspierający (1996, 1996–2006, 2009–2014) - Matt Loughran – gitara (1996, 2004–2006) - Pat Lally – gitara basowa (1996) - Sean Lay – gitara (1996) - Kelly Hayes – gitara (1996–2004) - Eddie Rendini (zmarły) – gitara (2004) - Mike Booth – gitara, instrumenty klawiszowe (2005) - Joe Bennett – gitara (2009) - Michael Harris – gitara (2009) |

## Dyskografia

### Albumy studyjne
- Cold (1998)
- 13 Ways to Bleed on Stage (2000)
- Year of the Spider (2003)
- A Different Kind of Pain (2005)
- Superfiction (2011)
- The Things We Can’t Stop (2019)

### Kompilacje
- Oddity (EP, 1998)
- Project 13 (EP, 2000)
- Something Wicked This Way Comes (EP, 2000)
- Acoustic (EP,  2003)

### Single
- „Go Away” (1998)
- „Give” (1998)
- „Just Got Wicked” (2000)
- „No One” (2001)
- „End of the World” (2001)
- „Bleed” (2001)
- „Gone Away” (2002)
- „Stupid Girl” (2003)
- „Suffocate” (2003)
- „Happens All the Time” (2005)
- „A Different Kind of Pain” (2005)
- „American Dream” (2011)

## Wideografia

### Teledyski
- Go Away (1998)
- Give (1998)
- Just Got Wicked (2000)
- No One (2001)
- End of the World (2001)
- Bleed (2001)
- Gone Away (2002)
- Gone Away (WWE Version) (2002)
- Stupid Girl (2003)
- With My Mind (2004)
- Happens All the Time (2005)